# 1619

## أحداث
- 26 أغسطس - فريدريك الخامس، ناخب بالاتينات ينتخب ملكا على بوهيميا.

## مواليد
- سالم الشبزي
- كولبير
- محمد بن إبراهيم السحولي

## وفيات
- جابرييل رولنهاجن
- نيكولاس هيليارد
- جعفر الخطي